# Eugène Constant
Eugène Constant, francoski veslač, * 8. januar 1901, Boulogne-sur-Mer, Francija, † 22. oktober 1970.
Constant je za Francijo nastopil na Poletnih olimpijskih igrah 1924 v Parizu, kjer je v četvercu s krmarjem osvojil srebrno medaljo
Na istih igrah je nastopil tudi v dvojcu s krmarjem, ki je osvojil četrto mesto.